# Calliscelio bryani
Calliscelio bryani är en stekelart som först beskrevs av David Timmins Fullaway 1939. 
Calliscelio bryani ingår i släktet Calliscelio och familjen Scelionidae. Inga underarter finns listade.